# سمیت‌عصبی

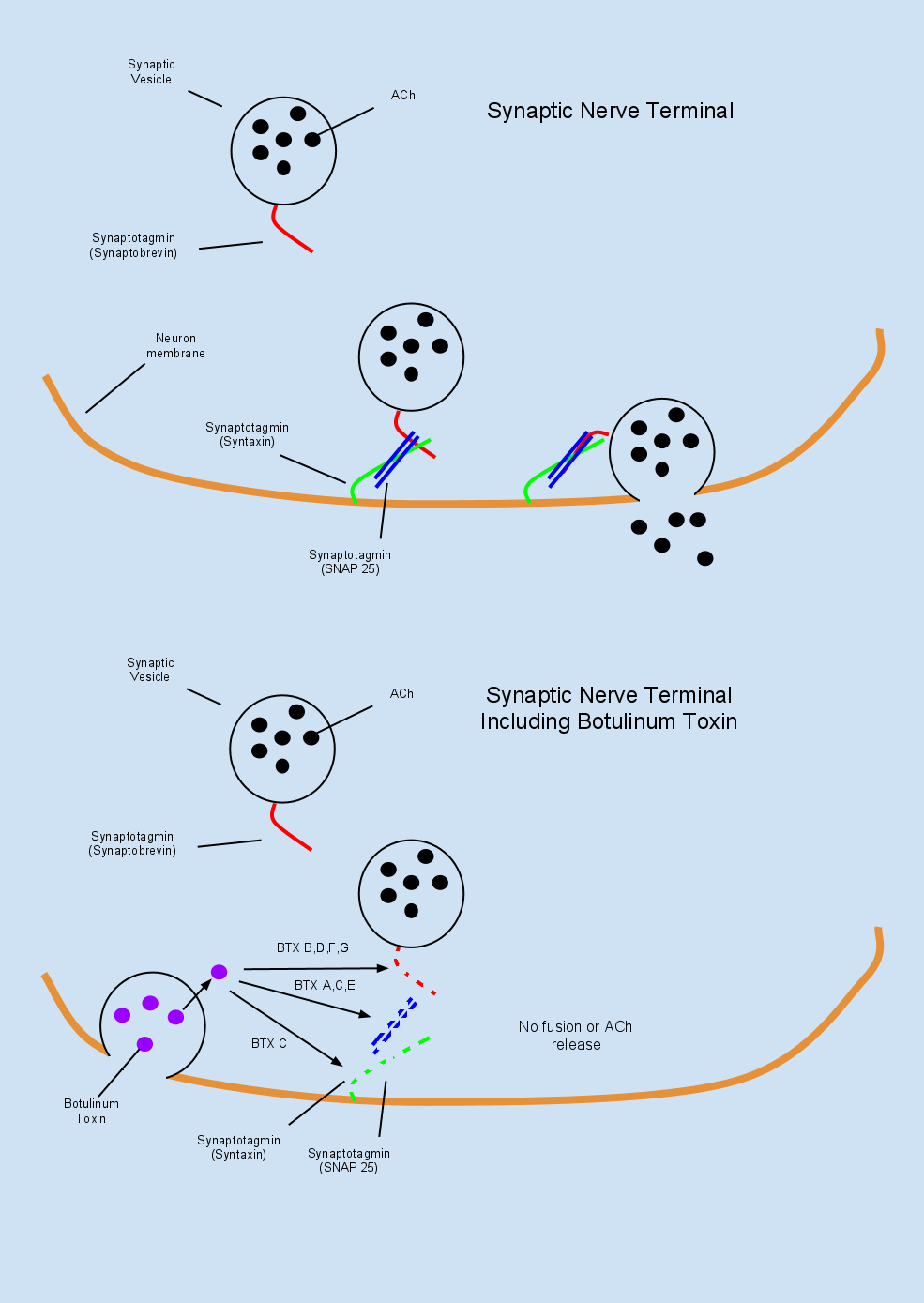
مکانیسم سم بوتولینوم

سمیت‌عصبی (به انگلیسی: Neurotoxicity) شکلی از سمیت است که در آن یک عامل زیستی، شیمیایی یا فیزیکی اثر نامطلوبی بر ساختار یا عملکرد دستگاه عصبی مرکزی و/ یا پیرامونی ایجاد می‌کند. زمانی رخ می‌دهد که قرار گرفتن در معرض یک ماده – به‌ویژه یک نوروتوکسین یا سم عصبی – فعالیت طبیعی دستگاه عصبی را به گونه‌ای تغییر دهد که باعث آسیب دائمی یا برگشت‌پذیر به بافت عصبی شود. این امر در نهایت می‌تواند نورون‌ها را که سلول‌های منتقل‌کننده و پردازنده سیگنال‌ها در مغز و سایر بخش‌های دستگاه عصبی هستند را مختل کرده یا حتی از بین ببرد. سمیت عصبی می‌تواند ناشی از پیوند اعضا، پرتودرمانی، درمان‌های دارویی خاص، استفاده تفریحی از مواد مخدر، قرار گرفتن در معرض فلزات سنگین، نیش گونه‌های خاصی از مارهای سمی، آفت کش‌ها، حلال‌های پاک کننده صنعتی خاص، سوخت‌ها و برخی از مواد طبیعی به وجود بیاید. علائم ممکن است بلافاصله پس از قرار گرفتن در معرض ظاهر شوند یا به تأخیر بیفتند. این علائم ممکن است شامل ضعف یا بی‌حسی اندام، از دست دادن حافظه، بینایی و/یا هوش، رفتارهای وسواسی و/یا اجباری غیرقابل کنترل، هذیان، سردرد، مشکلات شناختی و رفتاری و اختلال عملکرد جنسی باشند.

## جهت مطالعه
- Akaike, Akinori; Takada-Takatori, Yuki; Kume, Toshiaki; Izumi, Yasuhiko (January 2010). "Mechanisms of Neuroprotective Effects of Nicotine and Acetylcholinesterase Inhibitors: Role of α4 and α7 Receptors in Neuroprotection". Journal of Molecular Neuroscience. 40 (1–2): 211–216. doi:10.1007/s12031-009-9236-1. PMID 19714494.
- Buckingham, Steven D.; Jones, Andrew K.; Brown, Laurence A.; Sattelle, David B. (March 2009). "Nicotinic Acetylcholine Receptor Signalling: Roles in Alzheimer's Disease and Amyloid Neuroprotection". Pharmacological Reviews. 61 (1): 39–61. doi:10.1124/pr.108.000562. PMC 2830120. PMID 19293145.
- Huber, Anke; Stuchbury, Grant; Burkle, Alexander; Burnell, Jim; Munch, Gerald (1 February 2006). "Neuroprotective Therapies for Alzheimers Disease". Current Pharmaceutical Design. 12 (6): 705–717. doi:10.2174/138161206775474251. PMID 16472161.
- Takada-Takatori, Yuki; Kume, Toshiaki; Izumi, Yasuhiko; Ohgi, Yuta; Niidome, Tetsuhiro; Fujii, Takeshi; Sugimoto, Hachiro; Akaike, Akinori (2009). "Roles of Nicotinic Receptors in Acetylcholinesterase Inhibitor-Induced Neuroprotection and Nicotinic Receptor Up-Regulation". Biological & Pharmaceutical Bulletin. 32 (3): 318–324. doi:10.1248/bpb.32.318. PMID 19252271.
- Takada-Takatori, Yuki; Kume, Toshiaki; Sugimoto, Mitsuhiro; Katsuki, Hiroshi; Sugimoto, Hachiro; Akaike, Akinori (September 2006). "Acetylcholinesterase inhibitors used in treatment of Alzheimer's disease prevent glutamate neurotoxicity via nicotinic acetylcholine receptors and phosphatidylinositol 3-kinase cascade". Neuropharmacology. 51 (3): 474–486. doi:10.1016/j.neuropharm.2006.04.007. PMID 16762377.
- Shimohama, Shun (2009). "Nicotinic Receptor-Mediated Neuroprotection in Neurodegenerative Disease Models". Biological & Pharmaceutical Bulletin. 32 (3): 332–336. doi:10.1248/bpb.32.332. PMID 19252273.
  - Lerner, David P.; Tadevosyan, Aleksey; Burns, Joseph D. (1 November 2020). "Toxin-Induced Subacute Encephalopathy". Neurologic Clinics. 38 (4): 799–824. doi:10.1016/j.ncl.2020.07.006. PMID 33040862.